# Celerena recurvata
Celerena recurvata är en fjärilsart som beskrevs av Walker 1865. Celerena recurvata ingår i släktet Celerena och familjen mätare. Inga underarter finns listade i Catalogue of Life.